# Caldeira de Tondano
La caldeira de Tondano est une caldeira d'Indonésie située dans le Nord de Sulawesi. Elle est partiellement remplie par le lac Tondano.

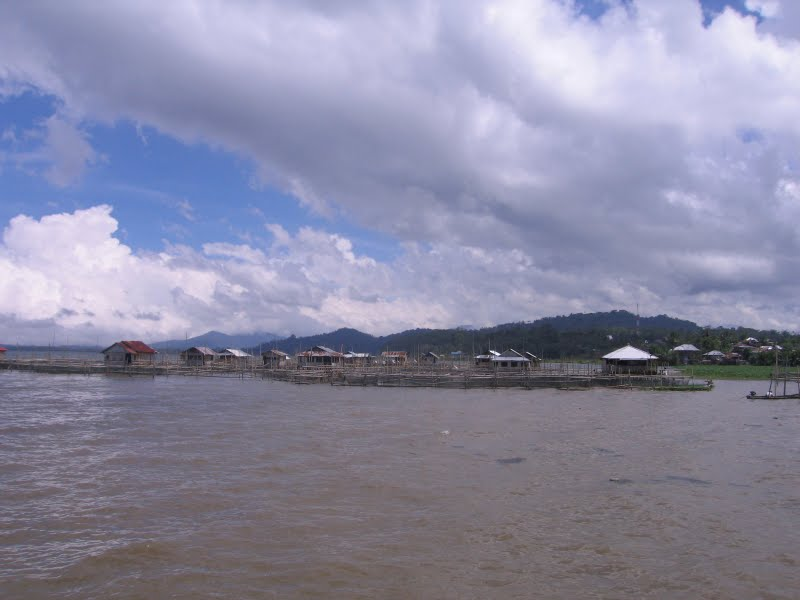
Habitations de pêcheurs sur le lac Tondano.